# Hobro Idræts Klub 2014-2015
Questa voce raccoglie le informazioni riguardanti l'Hobro Idræts Klub nelle competizioni ufficiali della stagione 2014-2015.

## Stagione
A seguito della promozione dell'anno precedente, l'Hobro ha affrontato il primo campionato in Superligaen della sua storia. La squadra ha chiuso la stagione al 7º posto finale, guadagnandosi così la salvezza. L'avventura nella coppa nazionale è terminata invece al secondo turno, con l'eliminazione per mano dell'Aarhus.
I calciatori più utilizzati in stagione sono stati Mads Hvilsom, Jesper Rask e Martin Thomsen, a quota 33 presenze (tutte in campionato). Hvilsom è stato il miglior marcatore con 16 reti, mediante le quali si è laureato capocannoniere della Superligaen in ex aequo con Martin Pušić.

## Maglie e sponsor
Lo sponsor tecnico per la stagione 2014-2015 è stato Mitre, mentre lo sponsor ufficiale è stato Spar Nord. La divisa casalinga era composta da una maglietta gialla con maniche blu, pantaloncini e calzettoni blu. Quella da trasferta era invece completamente bianca, con inserti celesti.
| Casa | Trasferta |

## Rosa
| N. |                      | Ruolo | Calciatore         |
| -- | -------------------- | ----- | ------------------ |
| 1  | Danimarca (bandiera) | P     | Jesper Rask        |
| 2  | Danimarca (bandiera) | D     | Anders Egholm      |
| 3  | Danimarca (bandiera) | D     | Jesper Bøge        |
| 4  | Danimarca (bandiera) | D     | Jacob Tjørnelund   |
| 5  | Danimarca (bandiera) | C     | Rasmus Christensen |
| 6  | Danimarca (bandiera) | C     | Mathias Schlie     |
| 7  | Danimarca (bandiera) | D     | Rasmus Ingeman     |
| 9  | Danimarca (bandiera) | A     | Emil Berggreen     |
| 10 | Danimarca (bandiera) | C     | Martin Thomsen     |
| 11 | Danimarca (bandiera) | C     | Mads Jessen        |
| 12 | Danimarca (bandiera) | C     | Jonas Damborg      |
| 13 | Danimarca (bandiera) | D     | Mads Justesen      |
| 14 | Danimarca (bandiera) | C     | Thomas Hansen      |
| 15 | Danimarca (bandiera) | C     | Mikkel Thygesen    |

| N. |                      | Ruolo | Calciatore             |
| -- | -------------------- | ----- | ---------------------- |
| 15 | Danimarca (bandiera) | P     | Oliver Korch           |
| 16 | Danimarca (bandiera) | A     | Dennis Høegh           |
| 17 | Danimarca (bandiera) | D     | Rune Hastrup           |
| 18 | Danimarca (bandiera) | C     | Rasmus Grønborg Hansen |
| 20 | Danimarca (bandiera) | C     | Mathias Bersang        |
| 21 | Danimarca (bandiera) | P     | Martin Pedersen        |
| 22 | Danimarca (bandiera) | A     | Mads Hvilsom           |
| 23 | Danimarca (bandiera) | D     | Christoffer Østergaard |
| 24 | Danimarca (bandiera) | A     | Ruben Nygaard          |
| 26 | Danimarca (bandiera) | C     | Martin Mikkelsen       |
| 31 | Danimarca (bandiera) | C     | Frederik Hammershoj    |
| 80 | Zimbabwe (bandiera)  | A     | Quincy Antipas         |
| 90 | Danimarca (bandiera) | A     | Mikkel Beckmann        |

## Calciomercato

### Sessione estiva
| Arrivi | Arrivi                 | Arrivi      | Arrivi     |
| R.     | Nome                   | da          | Modalità   |
| ------ | ---------------------- | ----------- | ---------- |
| P      | Oliver Korch           | Midtjylland | prestito   |
| C      | Rasmus Grønborg Hansen |             | svincolato |
| C      | Thomas Hansen          |             | svincolato |
| C      | Martin Mikkelsen       | Fredericia  | definitivo |
| C      | Mathias Schlie         |             | svincolato |
| A      | Quincy Antipas         | Brøndby     | definitivo |
| A      | Emil Berggreen         | Brønshøj    | definitivo |
| A      | Mads Hvilsom           | Midtjylland | definitivo |

| Partenze | Partenze               | Partenze | Partenze   |
| R.       | Nome                   | a        | Modalità   |
| -------- | ---------------------- | -------- | ---------- |
| P        | Marc Larsen Kristensen |          | svincolato |
| C        | Kim Elgaard            |          | svincolato |
| C        | Lasse Thomsen          |          | svincolato |
| A        | Jonas Faaborg          |          | svincolato |

### Sessione invernale
| Arrivi | Arrivi          | Arrivi  | Arrivi     |
| R.     | Nome            | da      | Modalità   |
| ------ | --------------- | ------- | ---------- |
| C      | Mikkel Thygesen | Brøndby | definitivo |
| A      | Mikkel Beckmann |         | svincolato |

| Partenze | Partenze               | Partenze               | Partenze      |
| R.       | Nome                   | a                      | Modalità      |
| -------- | ---------------------- | ---------------------- | ------------- |
| P        | Oliver Korch           | Midtjylland            | fine prestito |
| C        | Rasmus Grønborg Hansen | AB                     | definitivo    |
| A        | Emil Berggreen         | Eintracht Braunschweig | definitivo    |

## Risultati

### Superligaen
| Arbitro: | Poulsen |

|            |           |                 |
| Larsen 79’ | Marcatori | 9’, 85’ Hvilsom |

| Arbitro: | Rasmussen (Odense) |

|                     |           |            |
| Fall 38’ Fisker 58’ | Marcatori | 7’ Thomsen |

| Arbitro: | Kehlet (Aarhus) |

|                                |           |  |
| Thomsen 14’ (rig.) Hvilsom 75’ | Marcatori |  |

| Arbitro: | Kristoffersen (Brædstrup) |

|  |           |                                     |
|  | Marcatori | 7’ Antipas 49’ Justesen 62’ Hvilsom |

| Hobro 18 agosto 2014, ore 19:00 5ª giornata | Hobro                            | 0 – 0 referto | Nordsjælland | DS Arena (4.221 spett.)\| Arbitro: \| Kjærsgaard-Andersen (Copenaghen) \| |
| Arbitro:                                    | Kjærsgaard-Andersen (Copenaghen) |               |              |                                                                           |

| Arbitro: | Rasmussen (Odense) |

|                                     |           |               |
| Antipas 28’ Hvilsom 43’ Thomsen 82’ | Marcatori | 82’ Festersen |

| Arbitro: | Svedborg |

|              |           |             |
| Bechmann 12’ | Marcatori | 34’ Hvilsom |

| Arbitro: | Burchardt (Varde) |

|             |           |           |
| Thomsen 49’ | Marcatori | 15’ Pušić |

| Arbitro: | Tykgaard (Holstebro) |

|                      |           |                        |
| Agger 36’ Scheel 85’ | Marcatori | 69’ Hvilsom 81’ Egholm |

| Arbitro: | Rasmussen (Odense) |

|                 |           |                                               |
| Christensen 88’ | Marcatori | 17’, 63’, 82’ Rasmussen 27’ Poulsen 45’ Sisto |

| Arbitro: | Hansen (Copenaghen) |

|           |           |             |
| Bruhn 49’ | Marcatori | 15’ Antipas |

| Arbitro: | Mogensen (Silkeborg) |

|  |           |                           |
|  | Marcatori | 23’ Jørgensen 80’ Toutouh |

| Arbitro: | Christoffersen (Virum) |

|                                                  |           |                   |
| Justesen 38’ (aut.) Kryger 61’ Larsen 64’ (rig.) | Marcatori | 31’ (aut.) Toppel |

| Arbitro: | Kehlet (Aarhus) |

|                                |           |  |
| Berggreen 53’, 57’ Hvilsom 86’ | Marcatori |  |

| Arbitro: | Tykgaard (Holstebro) |

|                                              |           |                         |
| Ankersen 45'+1’, 68’ (rig.), 90’ Knudsen 51’ | Marcatori | 45’ Thomsen 61’ Hvilsom |

| Arbitro: | Svedborg |

|  |           |           |
|  | Marcatori | 61’ Ishak |

| Arbitro: | Tykgaard (Holstebro) |

|               |           |               |
| Festersen 80’ | Marcatori | 45’ Berggreen |

| Arbitro: | Kjærsgaard-Andersen (Copenaghen) |

|             |           |  |
| Songani 88’ | Marcatori |  |

| Arbitro: | Kehlet (Aarhus) |

|           |           |  |
| Egholm 2’ | Marcatori |  |

| Arbitro: | Rasmussen (Odense) |

|  |           |             |
|  | Marcatori | 1’ Thygesen |

| Arbitro: | Johansen (Copenaghen) |

|             |           |  |
| Hvilsom 32’ | Marcatori |  |

| Arbitro: | Burchardt (Varde) |

|                           |           |  |
| Pušić 31’, 47’ Larsen 42’ | Marcatori |  |

| Arbitro: | Mogensen (Silkeborg) |

|                  |           |               |
| Hvilsom 50’, 56’ | Marcatori | 3’, 59’ Agger |

| Arbitro: | Kjærsgaard-Andersen (Copenaghen) |

|                              |           |             |
| Antipas 23’, 71’ Hvilsom 25’ | Marcatori | 13’ Larsson |

| Arbitro: | Kristoffersen (Brædstrup) |

|  |           |            |
|  | Marcatori | 41’ Jessen |

| Hobro 27 aprile 2015, ore 19:00 26ª giornata | Hobro         | 0 – 0 referto | Midtjylland | DS Arena (4.166 spett.)\| Arbitro: \| Maae (Aarhus) \| |
| Arbitro:                                     | Maae (Aarhus) |               |             |                                                        |

| Arbitro: | Tykgaard (Holstebro) |

|                                                                |           |  |
| Helenius 15’, 21’, 44’ (rig.) Jacobsen 45’ Justesen 89’ (aut.) | Marcatori |  |

| Arbitro: | Rasmussen (Odense) |

|                  |           |                          |
| Hvilsom 24’, 64’ | Marcatori | 42’ Mussmann 65’ Paulsen |

| Arbitro: | Christoffersen (Virum) |

|  |           |           |
|  | Marcatori | 89’ Bozga |

| Arbitro: | Tykgaard (Holstebro) |

|  |           |             |
|  | Marcatori | 60’ Hvilsom |

| Arbitro: | Svedborg |

|                                            |           |                    |
| Ingvartsen 35’, 56’ Marcondes 67’ Bech 72’ | Marcatori | 42’, 82’ Mikkelsen |

| Arbitro: | Mogensen (Silkeborg) |

|                        |           |                      |
| Thomsen 43’ Hansen 78’ | Marcatori | 68’ Zohore 79’ Greve |

| Arbitro: | Kjærsgaard-Andersen (Copenaghen) |

|             |           |  |
| Amartey 80’ | Marcatori |  |

### DBUs Landspokalturnering
| Arbitro: | Maae (Aarhus) |

|                 |           |             |
| Aabech 85’, 98’ | Marcatori | 53’ Bersang |

## Statistiche

### Statistiche di squadra
| Competizione             | Punti | In casa | In casa | In casa | In casa | In casa | In casa | In trasferta | In trasferta | In trasferta | In trasferta | In trasferta | In trasferta | Totale | Totale | Totale | Totale | Totale | Totale | DR |
| Competizione             | Punti | G       | V       | N       | P       | Gf      | Gs      | G            | V            | N            | P            | Gf           | Gs           | G      | V      | N      | P      | Gf     | Gs     | DR |
| ------------------------ | ----- | ------- | ------- | ------- | ------- | ------- | ------- | ------------ | ------------ | ------------ | ------------ | ------------ | ------------ | ------ | ------ | ------ | ------ | ------ | ------ | -- |
| Superligaen              | 43    | 16      | 6       | 6       | 4       | 21      | 18      | 17           | 5            | 4            | 8            | 19           | 29           | 33     | 11     | 10     | 12     | 40     | 47     | -7 |
| DBUs Landspokalturnering | -     | 0       | 0       | 0       | 0       | 0       | 0       | 1            | 0            | 0            | 1            | 1            | 2            | 1      | 0      | 0      | 1      | 1      | 2      | -1 |
| Totale                   | -     | 16      | 6       | 6       | 4       | 21      | 18      | 18           | 5            | 4            | 9            | 20           | 31           | 34     | 11     | 10     | 13     | 41     | 49     | -8 |

### Andamento in campionato
| Giornata  | 1 | 2 | 3 | 4 | 5 | 6 | 7 | 8 | 9 | 10 | 11 | 12 | 13 | 14 | 15 | 16 | 17 | 18 | 19 | 20 | 21 | 22 | 23 | 24 | 25 | 26 | 27 | 28 | 29 | 30 | 31 | 32 | 33 |
| --------- | - | - | - | - | - | - | - | - | - | -- | -- | -- | -- | -- | -- | -- | -- | -- | -- | -- | -- | -- | -- | -- | -- | -- | -- | -- | -- | -- | -- | -- | -- |
| Luogo     | T | T | C | T | C | C | T | C | T | C  | T  | C  | T  | C  | T  | C  | T  | T  | C  | T  | C  | T  | C  | C  | T  | C  | T  | C  | C  | T  | T  | C  | T  |
| Risultato | V | P | V | V | N | V | N | N | N | P  | N  | P  | P  | V  | 7  | P  | N  | P  | V  | V  | V  | P  | N  | V  | V  | N  | P  | N  | P  | V  | P  | N  | P  |
| Posizione | 3 | 7 | 2 | 1 | 2 | 2 | 2 | 4 | 4 | 4  | 6  | 6  | 7  | 7  | 7  | 7  | 7  | 9  | 8  | 7  | 7  | 7  | 7  | 6  | 5  | 5  | 7  | 6  | 6  | 5  | 6  | 7  | 7  |

Fonte:  Superligaen 2014/15, su altomfotball.no, Altomfotball.
Legenda:

Luogo: C = Casa; T = Trasferta. Risultato: V = Vittoria; N = Pareggio; P = Sconfitta.

### Statistiche dei giocatori
| Giocatore          | Superligaen | Superligaen | Superligaen | Superligaen | DBUs Landspokalturnering | DBUs Landspokalturnering | DBUs Landspokalturnering | DBUs Landspokalturnering | Coppe europee | Coppe europee | Coppe europee | Coppe europee | Altre coppe | Altre coppe | Altre coppe | Altre coppe | Totale   | Totale | Totale      | Totale     |
| Giocatore          | Presenze    | Reti        | Ammonizioni | Espulsioni  | Presenze                 | Reti                     | Ammonizioni              | Espulsioni               | Presenze      | Reti          | Ammonizioni   | Espulsioni    | Presenze    | Reti        | Ammonizioni | Espulsioni  | Presenze | Reti   | Ammonizioni | Espulsioni |
| ------------------ | ----------- | ----------- | ----------- | ----------- | ------------------------ | ------------------------ | ------------------------ | ------------------------ | ------------- | ------------- | ------------- | ------------- | ----------- | ----------- | ----------- | ----------- | -------- | ------ | ----------- | ---------- |
| Q. Antipas         | 26          | 5           | 2           | 0           | 1                        | 0                        | 0                        | 0                        |               |               |               |               |             |             |             |             | 27       | 5      | 2           | 0          |
| M. Beckmann        | 9           | 0           | 2           | 0           | -                        | -                        | -                        | -                        |               |               |               |               |             |             |             |             | 9        | 0      | 2           | 0          |
| E. Berggreen       | 17          | 3           | 0           | 0           | 0                        | 0                        | 0                        | 0                        |               |               |               |               |             |             |             |             | 17       | 3      | 0           | 0          |
| M. Bersang         | 18          | 0           | 0           | 0           | 1                        | 1                        | 0                        | 0                        |               |               |               |               |             |             |             |             | 19       | 1      | 0           | 0          |
| J. Bøge            | 32          | 0           | 3           | 0           | 0                        | 0                        | 0                        | 0                        |               |               |               |               |             |             |             |             | 32       | 0      | 3           | 0          |
| R. Christensen     | 22          | 1           | 1           | 0           | 1                        | 0                        | 0                        | 0                        |               |               |               |               |             |             |             |             | 23       | 1      | 1           | 0          |
| J. Damborg         | 26          | 0           | 7           | 0           | 1                        | 0                        | 0                        | 0                        |               |               |               |               |             |             |             |             | 27       | 0      | 7           | 0          |
| A. Egholm          | 29          | 2           | 3           | 0           | 0                        | 0                        | 0                        | 0                        |               |               |               |               |             |             |             |             | 29       | 2      | 3           | 0          |
| R. Grønborg Hansen | 14          | 1           | 4           | 0           | 1                        | 0                        | 0                        | 0                        |               |               |               |               |             |             |             |             | 15       | 1      | 4           | 0          |
| F. Hammershoj      | 0           | 0           | 0           | 0           | 0                        | 0                        | 0                        | 0                        |               |               |               |               |             |             |             |             | 0        | 0      | 0           | 0          |
| T. Hansen          | 20          | 1           | 2           | 0           | 1                        | 0                        | 1                        | 0                        |               |               |               |               |             |             |             |             | 21       | 1      | 3           | 0          |
| R. Hastrup         | 9           | 0           | 0           | 0           | 1                        | 0                        | 0                        | 0                        |               |               |               |               |             |             |             |             | 10       | 0      | 0           | 0          |
| D. Høegh           | 7           | 0           | 1           | 0           | 1                        | 0                        | 0                        | 0                        |               |               |               |               |             |             |             |             | 8        | 0      | 1           | 0          |
| M. Hvilsom         | 33          | 16          | 3           | 0           | 0                        | 0                        | 0                        | 0                        |               |               |               |               |             |             |             |             | 33       | 16     | 3           | 0          |
| R. Ingeman         | 6           | 0           | 1           | 0           | 1                        | 0                        | 0                        | 0                        |               |               |               |               |             |             |             |             | 7        | 0      | 1           | 0          |
| M. Jessen          | 21          | 1           | 1           | 0           | 1                        | 0                        | 0                        | 0                        |               |               |               |               |             |             |             |             | 22       | 1      | 1           | 0          |
| M. Justesen        | 32          | 1           | 4           | 0           | 0                        | 0                        | 0                        | 0                        |               |               |               |               |             |             |             |             | 32       | 1      | 4           | 0          |
| O. Korch           | 0           | -0          | 0           | 0           | 0                        | -0                       | 0                        | 0                        |               |               |               |               |             |             |             |             | 0        | 0      | 0           | 0          |
| M. Mikkelsen       | 29          | 2           | 2           | 0           | 0                        | 0                        | 0                        | 0                        |               |               |               |               |             |             |             |             | 29       | 2      | 2           | 0          |
| R. Nygaard         | 3           | 0           | 1           | 0           | 1                        | 0                        | 0                        | 0                        |               |               |               |               |             |             |             |             | 4        | 0      | 1           | 0          |
| C. Østergaard      | 5           | 0           | 1           | 0           | 1                        | 0                        | 0                        | 0                        |               |               |               |               |             |             |             |             | 6        | 0      | 1           | 0          |
| M. Pedersen        | 0           | -0          | 0           | 0           | 1                        | -2                       | 0                        | 0                        |               |               |               |               |             |             |             |             | 1        | -2     | 0           | 0          |
| J. Rask            | 33          | -47         | 0           | 0           | 0                        | -0                       | 0                        | 0                        |               |               |               |               |             |             |             |             | 33       | -47    | 0           | 0          |
| M. Schlie          | 2           | 0           | 0           | 0           | 1                        | 0                        | 0                        | 0                        |               |               |               |               |             |             |             |             | 3        | 0      | 0           | 0          |
| M. Thomsen         | 33          | 6           | 2           | 0           | 0                        | 0                        | 0                        | 0                        |               |               |               |               |             |             |             |             | 33       | 6      | 2           | 0          |
| M. Thygesen        | 9           | 1           | 1           | 0           | -                        | -                        | -                        | -                        |               |               |               |               |             |             |             |             | 9        | 1      | 1           | 0          |
| J. Tjørnelund      | 29          | 0           | 5           | 0           | 0                        | 0                        | 0                        | 0                        |               |               |               |               |             |             |             |             | 29       | 0      | 5           | 0          |